# 仙村镇
仙村镇，是中华人民共和国广东省广州市增城区下辖的一个乡镇级行政单位。
2012年8月28日，广东省民政厅批复同意设立仙村镇，管辖原新塘镇的仙村第一、仙村第二等2个社区居民委员会和下基、沙角、深涌、十字滘、沙头、西南、上境、下境、巷头、仙联、竹园、潮山、蓝山、基岗、沙滘、碧潭、岳湖等17个村民委员会，总面积56.65平方公里，2011年末户籍人口4.56万人，镇人民政府驻仙村大道中16号。

## 行政区划
仙村镇下辖以下地区：
仙村一社区、仙村二社区、下境村、仙联村、竹元村、巷头村、十字窖村、深涌村、下基村、沙角村、西南村、沙头村、上境村、基岗村、蓝山村、潮山村、沙窖村、碧潭村和岳湖村。